# Спунер, Ллойд
Ллойд Спенсер Спунер (англ. Lloyd Spencer Spooner, 6 октября 1884 — 20 декабря 1966) — американский военный, олимпийский чемпион.
Ллойд Спунер родился в 1894 году в Такоме, штат Вашингтон. В 1920 году на Олимпийских играх в Антверпене 1-й лейтенант 47-го пехотного полка армии США Ллойд Спунер принял участие в соревнованиях по двенадцати стрелковым дисциплинам, и завоевал семь олимпийских медалей — четыре золотые, одну серебряную и две бронзовые. Это оставалось абсолютным олимпийским рекордом по количеству медалей в одном виде спорта, пока на Олимпиаде-1980 Александр Дитятин из СССР не завоевал восемь олимпийских медалей в спортивной гимнастике.